# English Football League Two 2019-20
La English Football League Two 2019-20 (referida como Sky Bet League Two por motivos de patrocinio), será la decimosexta temporada de la EFL League Two  y la vigesimoseptima temporada en su actual formato de división de liga, que corresponde a la cuarta categoría del fútbol inglés y la disputan 24 equipos que buscan el ascenso a la EFL League One. El 13 de marzo de 2020, la EFL, junto con la FA anunció la suspensión de todo el fútbol nacional hasta el 3 de abril debido al rápido avance de la pandemia de COVID-19 en Reino Unido. El 3 de abril de 2020, esta suspensión se extendió indefinidamente.
El 15 de mayo de 2020, los clubes votaron para finalizar la temporada con efecto inmediato, y la decisión final se determinaría por puntos. No se tomó ninguna determinación en cuanto a promoción y descenso. Los play-offs se jugarían normalmente. La decisión significaba que Swindon Town sería coronado campeón y se uniría Crewe Alexandra y Plymouth Argyle en la League One de la siguiente temporada. El 9 de junio se determinó el cruce de play-offs para el último ascendido de categoría.

## Relevo de plazas
Los siguientes equipos han cambiado de división desde la temporada 2018-19.

### Ascensos y descensos
| Pos | a EFL League One   |
| --- | ------------------ |
| 1º  | Lincoln City       |
| 2º  | Bury               |
| 3º  | Milton Keynes Dons |
| 6º  | Tranmere Rovers    |

| Pos | a EFL League Two  |
| --- | ----------------- |
| 21º | Plymouth          |
| 22º | Walsall           |
| 23º | Scunthorpe United |
| 24º | Bradford City     |

| Pos | a EFL League Two |
| --- | ---------------- |
| 1º  | Leyton Orient    |
| 3º  | Salford City     |

| Pos | a National League |
| --- | ----------------- |
| 23º | Notts County      |
| 24º | Yeovil Town       |

## Clasificación
Los tres primeros equipos de la clasificación ascendieron directamente a la EFL League One 2020-21, los clubes ubicados del cuarto al séptimo puesto disputaron un play-off para determinar un cuarto ascenso; los últimos dos descendieron a la National League 2020-21, posteriormente por razones de cantidad de equipos para el siguiente torneo se estableció el descenso solo para el último equipo.
|  |     | Equipo                | PJ | PG | PE | PP | GF | GC | DG  | PTS | Prom  |
|  | --- | --------------------- | -- | -- | -- | -- | -- | -- | --- | --- | ----- |
|  | 1.  | Swindon Town (C)      | 36 | 21 | 6  | 9  | 62 | 39 | +23 | 69  | 1.917 |
|  | 2.  | Crewe Alexandra (P)   | 37 | 20 | 9  | 8  | 67 | 43 | +24 | 69  | 1.865 |
|  | 3.  | Plymouth Argyle (P)   | 37 | 20 | 8  | 9  | 61 | 39 | +22 | 68  | 1.838 |
|  | 4.  | Cheltenham Town (A)   | 36 | 17 | 13 | 6  | 52 | 27 | +25 | 64  | 1.778 |
|  | 5.  | Exeter City (A)       | 37 | 18 | 11 | 8  | 53 | 43 | +10 | 65  | 1.757 |
|  | 6.  | Colchester United (A) | 37 | 15 | 13 | 9  | 52 | 37 | +15 | 58  | 1.568 |
|  | 7.  | Northampton Town (P)  | 37 | 17 | 7  | 13 | 54 | 40 | +14 | 58  | 1.568 |
|  | 8.  | Port Vale             | 37 | 14 | 15 | 8  | 54 | 40 | +6  | 57  | 1.541 |
|  | 9.  | Bradford City         | 37 | 14 | 12 | 11 | 44 | 40 | +4  | 54  | 1.459 |
|  | 10. | Forest Green Rovers   | 36 | 13 | 10 | 13 | 43 | 40 | +3  | 49  | 1.361 |
|  | 11. | Salford City          | 37 | 13 | 11 | 13 | 49 | 46 | +3  | 50  | 1.351 |
|  | 12. | Walsall               | 36 | 13 | 8  | 15 | 40 | 49 | -9  | 47  | 1.306 |
|  | 13. | Crawley Town          | 37 | 11 | 15 | 11 | 51 | 47 | +4  | 48  | 1.297 |
|  | 14. | Newport County        | 36 | 12 | 10 | 14 | 32 | 39 | -7  | 46  | 1.278 |
|  | 15. | Grimsby Town          | 37 | 12 | 11 | 14 | 45 | 51 | -6  | 47  | 1.270 |
|  | 16. | Cambridge United      | 37 | 12 | 9  | 16 | 40 | 48 | -8  | 45  | 1.216 |
|  | 17. | Leyton Orient         | 36 | 10 | 12 | 14 | 47 | 55 | -8  | 42  | 1.167 |
|  | 18. | Carlisle United       | 37 | 10 | 12 | 15 | 39 | 56 | -17 | 42  | 1.135 |
|  | 19. | Oldham Athletic       | 37 | 9  | 14 | 14 | 44 | 57 | -13 | 41  | 1.108 |
|  | 20. | Scunthorpe United     | 37 | 10 | 10 | 17 | 44 | 56 | -12 | 40  | 1.081 |
|  | 21. | Mansfield Town        | 36 | 9  | 11 | 16 | 48 | 55 | -7  | 38  | 1.056 |
|  | 22. | Morecambe             | 37 | 7  | 11 | 19 | 35 | 60 | -25 | 32  | 0.865 |
|  | 23. | Stevenage             | 36 | 3  | 13 | 20 | 24 | 50 | -26 | 22  | 0.611 |
|  | 24. | Macclesfield Town (D) | -  | -  | -  | -  | -  | -  | -   | -   | -     |

|  | Ascenso a la EFL League One.               |
|  | Clasificación para el play-off de ascenso. |
|  | Descenso a la Conference Premier.          |

* Al Macclesfield Town se le descendió automáticamente a Conference Premier por impagos a jugadores.

## Evolución de la clasificación
| Equipo/Jornada                    | 1  | 2  | 3  | 4  | 5  | 6  | 7  | 8  | 9  | 10 | 11 | 12 | 13 | 14 | 15 | 16 | 17 | 18 | 19 | 20 | 21 | 22 | 23 | 24 | 25 | 26 | 27 | 28 | 29 | 30 | 31 | 32 | 33 | 34 | 35 | 36 | 37 | 38        | 39        | 40        | 41        | 42        | 43        | 44        | 45        | 46        |
| --------------------------------- | -- | -- | -- | -- | -- | -- | -- | -- | -- | -- | -- | -- | -- | -- | -- | -- | -- | -- | -- | -- | -- | -- | -- | -- | -- | -- | -- | -- | -- | -- | -- | -- | -- | -- | -- | -- | -- | --------- | --------- | --------- | --------- | --------- | --------- | --------- | --------- | --------- |
| Swindon Town                      | 4  | 2  | 1  | 7  | 10 | 5  | 4  | 2  | 4  | 4  | 5  | 7  | 7  | 7  | 7  | 5  | 3  | 1  | 1  | 1  | 1  | 1  | 1  | 1  | 1  | 1  | 1  | 1  | 2  | 2  | 2  | 2  | 2  | 2  | 1  | 2  | 1  | Cancelado | Cancelado | Cancelado | Cancelado | Cancelado | Cancelado | Cancelado | Cancelado | Cancelado |
| Crewe Alexandra                   | 24 | 12 | 6  | 1  | 6  | 3  | 3  | 5  | 2  | 2  | 2  | 4  | 1  | 1  | 1  | 1  | 4  | 4  | 3  | 5  | 4  | 3  | 3  | 3  | 3  | 3  | 4  | 3  | 1  | 1  | 1  | 1  | 1  | 1  | 2  | 1  | 2  | Cancelado | Cancelado | Cancelado | Cancelado | Cancelado | Cancelado | Cancelado | Cancelado | Cancelado |
| Plymouth Argyle                   | 1  | 1  | 5  | 6  | 2  | 6  | 8  | 12 | 12 | 14 | 13 | 13 | 12 | 9  | 8  | 10 | 13 | 11 | 8  | 9  | 8  | 9  | 8  | 7  | 9  | 6  | 5  | 4  | 4  | 4  | 3  | 3  | 3  | 3  | 4  | 3  | 3  | Cancelado | Cancelado | Cancelado | Cancelado | Cancelado | Cancelado | Cancelado | Cancelado | Cancelado |
| Cheltenham Town                   | 17 | 7  | 11 | 5  | 8  | 12 | 6  | 6  | 3  | 3  | 3  | 5  | 6  | 5  | 2  | 3  | 6  | 6  | 6  | 4  | 3  | 4  | 7  | 8  | 8  | 5  | 3  | 8  | 8  | 8  | 8  | 8  | 8  | 7  | 5  | 7  | 4  | Cancelado | Cancelado | Cancelado | Cancelado | Cancelado | Cancelado | Cancelado | Cancelado | Cancelado |
| Exeter City                       | 6  | 3  | 2  | 4  | 1  | 1  | 1  | 1  | 1  | 1  | 1  | 2  | 2  | 4  | 6  | 2  | 5  | 5  | 4  | 2  | 2  | 2  | 2  | 2  | 2  | 2  | 2  | 2  | 3  | 3  | 4  | 4  | 5  | 4  | 3  | 4  | 5  | Cancelado | Cancelado | Cancelado | Cancelado | Cancelado | Cancelado | Cancelado | Cancelado | Cancelado |
| Colchester United                 | 12 | 19 | 21 | 21 | 18 | 15 | 14 | 17 | 13 | 11 | 10 | 8  | 8  | 12 | 12 | 9  | 8  | 10 | 10 | 8  | 9  | 8  | 4  | 6  | 6  | 8  | 9  | 7  | 7  | 7  | 7  | 7  | 7  | 6  | 6  | 6  | 6  | Cancelado | Cancelado | Cancelado | Cancelado | Cancelado | Cancelado | Cancelado | Cancelado | Cancelado |
| Northampton Town                  | 19 | 20 | 16 | 9  | 13 | 9  | 12 | 9  | 7  | 8  | 9  | 10 | 11 | 8  | 9  | 8  | 9  | 7  | 5  | 7  | 7  | 7  | 9  | 9  | 7  | 9  | 8  | 6  | 6  | 6  | 6  | 6  | 4  | 5  | 7  | 5  | 7  | Cancelado | Cancelado | Cancelado | Cancelado | Cancelado | Cancelado | Cancelado | Cancelado | Cancelado |
| Port Vale                         | 13 | 16 | 17 | 11 | 16 | 11 | 15 | 11 | 15 | 13 | 15 | 11 | 14 | 16 | 10 | 11 | 10 | 8  | 9  | 10 | 10 | 10 | 10 | 10 | 10 | 10 | 10 | 10 | 10 | 10 | 10 | 10 | 10 | 10 | 8  | 10 | 8  | Cancelado | Cancelado | Cancelado | Cancelado | Cancelado | Cancelado | Cancelado | Cancelado | Cancelado |
| Bradford City                     | 14 | 17 | 7  | 2  | 9  | 13 | 10 | 7  | 10 | 6  | 8  | 6  | 4  | 2  | 4  | 6  | 2  | 3  | 7  | 6  | 5  | 5  | 5  | 4  | 4  | 4  | 6  | 5  | 5  | 5  | 5  | 5  | 6  | 9  | 9  | 9  | 9  | Cancelado | Cancelado | Cancelado | Cancelado | Cancelado | Cancelado | Cancelado | Cancelado | Cancelado |
| Forest Green Rovers               | 7  | 5  | 3  | 8  | 3  | 10 | 5  | 3  | 5  | 5  | 4  | 1  | 3  | 6  | 3  | 4  | 1  | 2  | 2  | 3  | 6  | 6  | 6  | 5  | 5  | 7  | 7  | 9  | 9  | 9  | 9  | 9  | 9  | 8  | 10 | 8  | 10 | Cancelado | Cancelado | Cancelado | Cancelado | Cancelado | Cancelado | Cancelado | Cancelado | Cancelado |
| Salford City                      | 3  | 11 | 14 | 16 | 15 | 16 | 16 | 18 | 16 | 17 | 18 | 17 | 15 | 18 | 15 | 12 | 11 | 12 | 12 | 13 | 14 | 14 | 11 | 11 | 11 | 12 | 14 | 13 | 11 | 12 | 13 | 11 | 12 | 13 | 11 | 12 | 11 | Cancelado | Cancelado | Cancelado | Cancelado | Cancelado | Cancelado | Cancelado | Cancelado | Cancelado |
| Walsall                           | 9  | 6  | 15 | 17 | 20 | 21 | 21 | 21 | 19 | 16 | 14 | 15 | 19 | 19 | 19 | 21 | 22 | 21 | 22 | 17 | 17 | 16 | 15 | 16 | 15 | 11 | 12 | 12 | 12 | 13 | 11 | 12 | 13 | 11 | 12 | 13 | 12 | Cancelado | Cancelado | Cancelado | Cancelado | Cancelado | Cancelado | Cancelado | Cancelado | Cancelado |
| Crawley Town                      | 16 | 9  | 12 | 19 | 12 | 8  | 12 | 8  | 8  | 9  | 11 | 14 | 9  | 13 | 13 | 15 | 16 | 16 | 17 | 16 | 16 | 18 | 16 | 15 | 16 | 16 | 13 | 15 | 13 | 11 | 12 | 13 | 11 | 12 | 13 | 11 | 13 | Cancelado | Cancelado | Cancelado | Cancelado | Cancelado | Cancelado | Cancelado | Cancelado | Cancelado |
| Newport County                    | 11 | 15 | 9  | 12 | 5  | 2  | 2  | 4  | 6  | 7  | 6  | 3  | 5  | 3  | 5  | 7  | 7  | 9  | 11 | 12 | 12 | 13 | 14 | 13 | 14 | 15 | 11 | 11 | 14 | 15 | 16 | 14 | 15 | 16 | 14 | 15 | 14 | Cancelado | Cancelado | Cancelado | Cancelado | Cancelado | Cancelado | Cancelado | Cancelado | Cancelado |
| Grimsby Town                      | 2  | 4  | 13 | 15 | 7  | 4  | 7  | 10 | 11 | 10 | 7  | 9  | 10 | 15 | 16 | 16 | 18 | 18 | 19 | 20 | 20 | 20 | 20 | 21 | 18 | 17 | 17 | 17 | 15 | 16 | 14 | 15 | 16 | 14 | 15 | 16 | 15 | Cancelado | Cancelado | Cancelado | Cancelado | Cancelado | Cancelado | Cancelado | Cancelado | Cancelado |
| Cambridge United                  | 15 | 18 | 10 | 3  | 11 | 14 | 17 | 14 | 9  | 12 | 12 | 12 | 17 | 11 | 11 | 13 | 12 | 13 | 13 | 11 | 11 | 11 | 13 | 12 | 13 | 13 | 14 | 16 | 16 | 14 | 15 | 16 | 14 | 15 | 16 | 14 | 16 | Cancelado | Cancelado | Cancelado | Cancelado | Cancelado | Cancelado | Cancelado | Cancelado | Cancelado |
| Leyton Orient                     | 8  | 13 | 19 | 13 | 17 | 17 | 18 | 19 | 20 | 21 | 21 | 20 | 18 | 14 | 17 | 17 | 17 | 17 | 18 | 19 | 19 | 15 | 18 | 17 | 19 | 19 | 19 | 19 | 17 | 18 | 19 | 17 | 18 | 19 | 17 | 18 | 17 | Cancelado | Cancelado | Cancelado | Cancelado | Cancelado | Cancelado | Cancelado | Cancelado | Cancelado |
| Carlisle United                   | 5  | 10 | 18 | 20 | 21 | 18 | 19 | 15 | 17 | 18 | 16 | 18 | 20 | 20 | 21 | 20 | 19 | 20 | 21 | 22 | 21 | 21 | 21 | 19 | 21 | 21 | 21 | 21 | 18 | 19 | 17 | 18 | 19 | 17 | 18 | 19 | 18 | Cancelado | Cancelado | Cancelado | Cancelado | Cancelado | Cancelado | Cancelado | Cancelado | Cancelado |
| Oldham Athletic                   | 20 | 22 | 24 | 23 | 22 | 22 | 22 | 20 | 21 | 20 | 20 | 21 | 21 | 21 | 20 | 19 | 20 | 22 | 20 | 21 | 22 | 19 | 17 | 18 | 20 | 20 | 20 | 18 | 19 | 17 | 18 | 19 | 17 | 18 | 19 | 17 | 19 | Cancelado | Cancelado | Cancelado | Cancelado | Cancelado | Cancelado | Cancelado | Cancelado | Cancelado |
| Scunthorpe United                 | 22 | 24 | 23 | 24 | 24 | 24 | 24 | 23 | 23 | 23 | 23 | 22 | 22 | 22 | 22 | 22 | 21 | 19 | 16 | 14 | 13 | 12 | 12 | 14 | 12 | 14 | 15 | 14 | 20 | 20 | 20 | 21 | 21 | 20 | 21 | 21 | 20 | Cancelado | Cancelado | Cancelado | Cancelado | Cancelado | Cancelado | Cancelado | Cancelado | Cancelado |
| Mansfield Town                    | 10 | 14 | 8  | 14 | 14 | 19 | 13 | 16 | 18 | 19 | 19 | 19 | 16 | 17 | 18 | 18 | 14 | 14 | 15 | 18 | 18 | 17 | 19 | 20 | 17 | 18 | 18 | 20 | 21 | 21 | 21 | 20 | 20 | 21 | 20 | 20 | 21 | Cancelado | Cancelado | Cancelado | Cancelado | Cancelado | Cancelado | Cancelado | Cancelado | Cancelado |
| Morecambe                         | 21 | 21 | 20 | 18 | 19 | 20 | 20 | 22 | 22 | 22 | 22 | 23 | 24 | 23 | 23 | 24 | 24 | 23 | 24 | 24 | 24 | 23 | 23 | 23 | 23 | 24 | 23 | 24 | 24 | 24 | 24 | 23 | 23 | 23 | 22 | 22 | 22 | Cancelado | Cancelado | Cancelado | Cancelado | Cancelado | Cancelado | Cancelado | Cancelado | Cancelado |
| Stevenage                         | 23 | 23 | 22 | 22 | 23 | 23 | 23 | 24 | 24 | 24 | 24 | 24 | 23 | 24 | 24 | 23 | 23 | 24 | 23 | 23 | 23 | 24 | 24 | 24 | 24 | 23 | 24 | 23 | 23 | 23 | 23 | 24 | 24 | 24 | 24 | 24 | 23 | Cancelado | Cancelado | Cancelado | Cancelado | Cancelado | Cancelado | Cancelado | Cancelado | Cancelado |
| Macclesfield Town                 | 18 | 8  | 4  | 10 | 4  | 7  | 9  | 13 | 14 | 15 | 17 | 16 | 13 | 10 | 14 | 14 | 15 | 15 | 14 | 15 | 15 | 22 | 22 | 22 | 22 | 22 | 22 | 22 | 22 | 22 | 22 | 22 | 22 | 22 | 23 | 23 | 24 | Cancelado | Cancelado | Cancelado | Cancelado | Cancelado | Cancelado | Cancelado | Cancelado | Cancelado |
| Actualizado el 7 de junio de 2020 |    |    |    |    |    |    |    |    |    |    |    |    |    |    |    |    |    |    |    |    |    |    |    |    |    |    |    |    |    |    |    |    |    |    |    |    |    |           |           |           |           |           |           |           |           |           |

## Resultados
- Los horarios corresponden al huso horario del Reino Unido (Hora de Europa Occidental): UTC+0 en horario estándar y UTC+1 en horario de verano

### Primera vuelta
| Salford City        | 2 - 0 | Stevnenage        | Peninsula Stadium            | 3 de agosto | 12:30 |
| Bradford City       | 0 - 0 | Cambridge United  | Coral Windows Stadium        | 3 de agosto | 15:00 |
| Carlisle United     | 2 - 1 | Crawley Town      | Brunton Park                 | 3 de agosto | 15:00 |
| Colchester United   | 1 - 1 | Port Vale         | Colchester Community Stadium | 3 de agosto | 15:00 |
| Crewe Alexandra     | 0 - 3 | Plymouth Argyle   | Gresty Road                  | 3 de agosto | 15:00 |
| Exeter City         | 1 - 0 | Macclesfield Town | St James Park                | 3 de agosto | 15:00 |
| Forest Green Rovers | 1 - 0 | Oldham Athletic   | The New Lawn                 | 3 de agosto | 15:00 |
| Leyton Orient       | 1 - 0 | Cheltenham Town   | Brisbane Road                | 3 de agosto | 15:00 |
| Morecambe           | 0 - 2 | Grimsby Town      | Globe Arena                  | 3 de agosto | 15:00 |
| Newport County      | 2 - 2 | Mansfield Town    | Rodney Parade                | 3 de agosto | 15:00 |
| Northampton Town    | 0 - 1 | Walsall           | Sixfields Stadium            | 3 de agosto | 15:00 |
| Scunthorpe United   | 0 - 2 | Swindon Town      | Glanford Park                | 3 de agosto | 15:00 |

| Grimsby Town      | 1 - 1 | Bradford City       | Blundell Park           | 10 de agosto | 11:00 |
| Swindon Town      | 3 - 2 | Carlisle United     | County Ground           | 10 de agosto | 15:00 |
| Cheltenham Town   | 4 - 1 | Scunthorpe United   | LCI Rail Stadium        | 10 de agosto | 15:00 |
| Crawley Town      | 2 - 0 | Salford City        | Checkatrade.com Stadium | 10 de agosto | 15:00 |
| Walsall           | 1 - 1 | Forest Green Rovers | Banks's Stadium         | 10 de agosto | 15:00 |
| Cambridge United  | 0 - 0 | Newport County      | Abbey Stadium           | 10 de agosto | 15:00 |
| Oldham Athletic   | 1 - 2 | Crewe Alexandra     | SportsDirect.com Park   | 10 de agosto | 15:00 |
| Plymouth Argyle   | 1 - 0 | Colchester United   | Home Park               | 10 de agosto | 15:00 |
| Port Vale         | 1 - 1 | Northampton Town    | Vale Park               | 10 de agosto | 15:00 |
| Stevenage         | 0 - 1 | Exeter City         | Lamex Stadium           | 10 de agosto | 15:00 |
| Mansfield Town    | 2 - 2 | Morecambe           | One Call Stadium        | 10 de agosto | 15:00 |
| Macclesfield Town | 3 - 0 | Leyton Orient       | Moss Rose               | 10 de agosto | 15:00 |

| Salford City        | 1 - 1 | Port Vale         | Peninsula Stadium            | 17 de agosto | 15:00 |
| Bradford City       | 3 - 0 | Oldham Athletic   | Coral Windows Stadium        | 17 de agosto | 15:00 |
| Carlisle United     | 0 - 2 | Mansfield Town    | Brunton Park                 | 17 de agosto | 15:00 |
| Colchester United   | 1 - 2 | Cambridge United  | Colchester Community Stadium | 17 de agosto | 15:00 |
| Crewe Alexandra     | 1 - 0 | Walsall           | Gresty Road                  | 17 de agosto | 15:00 |
| Forest Green Rovers | 1 - 0 | Grimsby Town      | The New Lawn                 | 17 de agosto | 15:00 |
| Leyton Orient       | 0 - 0 | Stevenage         | Brisbane Road                | 17 de agosto | 15:00 |
| Morecambe           | 0 - 0 | Cheltenham Town   | Globe Arena                  | 17 de agosto | 15:00 |
| Newport County      | 1 - 0 | Plymouth Argyle   | Rodney Parade                | 17 de agosto | 15:00 |
| Northampton Town    | 1 - 2 | Macclesfield Town | Sixfields Stadium            | 17 de agosto | 15:00 |
| Exeter City         | 1 - 1 | Swindon Town      | St James Park                | 17 de agosto | 15:00 |
| Scunthorpe United   | 2 - 2 | Crawley Town      | Glanford Park                | 17 de agosto | 15:00 |

| Cambridge United  | 3 - 2 | Scunthorpe United   | Abbey Stadium           | 20 de agosto | 19:45 |
| Cheltenham Town   | 2 - 0 | Carlisle United     | LCI Rail Stadium        | 20 de agosto | 19:45 |
| Crawley Town      | 1 - 2 | Crewe Alexandra     | Checkatrade.com Stadium | 20 de agosto | 19:45 |
| Grimsby Town      | 2 - 2 | Colchester United   | Blundell Park           | 20 de agosto | 19:45 |
| Macclesfield Town | 0 - 1 | Morecambe           | Moss Rose               | 20 de agosto | 19:45 |
| Mansfield Town    | 2 - 3 | Leyton Orient       | One Call Stadium        | 20 de agosto | 19:45 |
| Oldham Athletic   | 0 - 0 | Exeter City         | SportsDirect.com Park   | 20 de agosto | 19:45 |
| Plymouth Argyle   | 2 - 2 | Salford City        | Home Park               | 20 de agosto | 19:45 |
| Port Vale         | 2 - 1 | Forest Green Rovers | Vale Park               | 20 de agosto | 19:45 |
| Stevenage         | 0 - 1 | Bradford City       | Lamex Stadium           | 20 de agosto | 19:45 |
| Swindon Town      | 0 - 1 | Northampton Town    | County Ground           | 20 de agosto | 19:45 |
| Walsall           | 0 - 0 | Newport County      | Banks's Stadium         | 20 de agosto | 19:45 |

| Plymouth Argyle   | 3 - 0 | WalSall             | Home Park                    | 24 de agosto | 15:00 |
| Carlisle United   | 1 - 2 | Oldham Athletic     | Brunton Park                 | 24 de agosto | 15:00 |
| Carlisle United   | 2 - 2 | Salford City        | Brunton Park                 | 24 de agosto | 15:00 |
| Cheltenham Town   | 2 - 2 | Swindon Town        | LCI Rail Stadium             | 24 de agosto | 15:00 |
| Colchester United | 1 - 0 | Northampton Town    | Colchester Community Stadium | 24 de agosto | 15:00 |
| Bradford City     | 0 - 1 | Forest Green Rovers | Coral Windows Stadium        | 24 de agosto | 15:00 |
| Leyton Orient     | 2 - 3 | Crawley Town        | Brisbane Road                | 24 de agosto | 15:00 |
| Macclesfield Town | 1 - 0 | Scunthorpe United   | Moss Rose                    | 24 de agosto | 15:00 |
| Mansfield Town    | 0 - 0 | Stevenage           | One Call Stadium             | 24 de agosto | 15:00 |
| Morecambe         | 2 - 3 | Exeter City         | Globe Arena                  | 24 de agosto | 15:00 |
| Newport County    | 1 - 0 | Crewe Alexandra     | Rodney Parade                | 24 de agosto | 15:00 |
| Grimsby Town      | 5 - 2 | Port Vale           | Blundell Park                | 24 de agosto | 15:00 |

| Crawley Town        | 1 - 0 | Cheltenham Town   | Checkatrade.com Stadium | 31 de agosto | 15:00 |
| Crewe Alexandra     | 2 - 1 | Bradford City     | Gresty Road             | 31 de agosto | 15:00 |
| Stevenage           | 2 - 2 | Macclesfield Town | Lamex Stadium           | 31 de agosto | 15:00 |
| Forest Green Rovers | 0 - 2 | Newport County    | The New Lawn            | 31 de agosto | 15:00 |
| Northampton Town    | 3 - 1 | Plymouth Argyle   | Sixfields Stadium       | 31 de agosto | 15:00 |
| Oldham Athletic     | 0 - 1 | Colchester United | SportsDirect.com Park   | 31 de agosto | 15:00 |
| Port Vale           | 1 - 0 | Cambridge United  | Vale Park               | 31 de agosto | 15:00 |
| Salford City        | 1 - 1 | Leyton Orient     | Peninsula Stadium       | 31 de agosto | 15:00 |
| Scunthorpe United   | 0 - 1 | Carlisle United   | Glanford Park           | 31 de agosto | 15:00 |
| Swindon Town        | 3 - 1 | Morecambe         | County Ground           | 31 de agosto | 15:00 |
| Exeter City         | 1 - 0 | Mansfield Town    | St James Park           | 31 de agosto | 15:00 |
| Walsall             | 1 - 3 | Grimsby Town      | Banks's Stadium         | 31 de agosto | 15:00 |

| Bradford City     | 2 - 1 | Northampton Town    | Coral Windows Stadium        | 7 de septiembre | 15:00 |
| Cambridge United  | 0 - 1 | Forest Green Rovers | Abbey Stadium                | 7 de septiembre | 15:00 |
| Carlisle United   | 1 - 3 | Exeter City         | Brunton Park                 | 7 de septiembre | 15:00 |
| Cheltenham Town   | 4 - 2 | Stevenage           | LCI Rail Stadium             | 7 de septiembre | 15:00 |
| Colchester United | 0 - 0 | Walsall             | Colchester Community Stadium | 7 de septiembre | 15:00 |
| Grimsby Town      | 0 - 2 | Crewe Alexandra     | Blundell Park                | 7 de septiembre | 15:00 |
| Leyton Orient     | 1 - 3 | Swindon Town        | Brisbane Road                | 7 de septiembre | 15:00 |
| Macclesfield Town | 1 - 1 | Crawley Town        | Moss Rose                    | 7 de septiembre | 15:00 |
| Mansfield Town    | 2 - 0 | Scunthorpe United   | One Call Stadium             | 7 de septiembre | 15:00 |
| Morecambe         | 2 - 2 | Salford City        | Globe Arena                  | 7 de septiembre | 15:00 |
| Newport County    | 1 - 0 | Port Vale           | Rodney Parade                | 7 de septiembre | 15:00 |
| Plymouth Argyle   | 2 - 2 | Oldham Athletic     | Home Park                    | 7 de septiembre | 15:00 |

| Walsall             | 0 - 1 | Bradford City      | Banks's Stadium         | 14 de septiembre | 15:00 |
| Crewe Alexandra     | 2 - 3 | Cambridge United   | Gresty Road             | 14 de septiembre | 15:00 |
| Exeter City         | 2 - 2 | Leyton Orient      | St James Park           | 14 de septiembre | 15:00 |
| Forest Green Rovers | 1 - 0 | Cholchester United | The New Lawn            | 14 de septiembre | 15:00 |
| Northampton Town    | 2 - 0 | Newport County     | Sixfields Stadium       | 14 de septiembre | 15:00 |
| Crawley Town        | 1 - 0 | Mansfield Town     | Checkatrade.com Stadium | 14 de septiembre | 15:00 |
| Port Vale           | 1 - 0 | Plymouth Argyle    | Vale Park               | 14 de septiembre | 15:00 |
| Salford City        | 0 - 2 | Cheltenham Town    | Peninsula Stadium       | 14 de septiembre | 15:00 |
| Scunthorpe United   | 3 - 0 | Morecambe          | Glanford Park           | 14 de septiembre | 15:00 |
| Stevenage           | 2 - 3 | Carlisle United    | Lamex Stadium           | 14 de septiembre | 15:00 |
| Swindon Town        | 3 - 0 | Macclesfield Town  | County Ground           | 14 de septiembre | 15:00 |
| Oldham Athletic     | 2 - 2 | Grimbsby Town      | SportsDirect.com Park   | 14 de septiembre | 15:00 |

| Carlisle United   | 0 - 0 | Forest Green Roves | Brunton Park            | 17 de septiembre | 19:45 |
| Cheltenham Town   | 3 - 2 | Bradford City      | LCI Rail Stadium        | 17 de septiembre | 19:45 |
| Crawley Town      | 2 - 2 | Plymouth Argyle    | Checkatrade.com Stadium | 17 de septiembre | 19:45 |
| Exeter City       | 2 - 0 | Port Vale          | St James Park           | 17 de septiembre | 19:45 |
| Leyton Orient     | 1 - 2 | Crewe Alexandra    | Brisbane Road           | 17 de septiembre | 19:45 |
| Macclesfield Town | 1 - 1 | Newport County     | Moss Rose               | 17 de septiembre | 19:45 |
| Mansfield Town    | 0 - 4 | Cambridge United   | One Call Stadium        | 17 de septiembre | 19:45 |
| Morecambe         | 0 - 1 | Walsall            | Globe Arena             | 17 de septiembre | 19:45 |
| Salford City      | 1 - 0 | Grimsby Town       | Peninsula Stadium       | 17 de septiembre | 19:45 |
| Scunthorpe United | 2 - 2 | Oldham Athletic    | Glanford Park           | 17 de septiembre | 19:45 |
| Stevenage         | 0 - 1 | Northampton Town   | Lamex Stadium           | 17 de septiembre | 19:45 |
| Swindon Town      | 0 - 3 | Colchester United  | County Ground           | 17 de septiembre | 19:45 |

| Bradford City       | 3 - 1 | Carlisle United   | Coral Windows Stadium        | 21 de septiembre | 15:00 |
| Cambridge United    | 0 - 1 | Swindon Town      | Abbey Stadium                | 21 de septiembre | 15:00 |
| Colchester United   | 2 - 1 | Leyton Orient     | Colchester Community Stadium | 21 de septiembre | 15:00 |
| Crewe Alexandra     | 4 - 1 | Salford City      | Gresty Road                  | 21 de septiembre | 15:00 |
| Forest Green Rovers | 0 - 0 | Stevenage         | The New Lawn                 | 21 de septiembre | 15:00 |
| Grimsby Town        | 1 - 0 | Macclesfield Town | Blundell Park                | 21 de septiembre | 15:00 |
| Newport County      | 1 - 1 | Exeter City       | Rodney Parade                | 21 de septiembre | 15:00 |
| Northampton Town    | 2 - 2 | Crawley Town      | Sixfields Stadium            | 21 de septiembre | 15:00 |
| Oldham Athletic     | 3 - 1 | Morecambe         | SportsDirect.com Park        | 21 de septiembre | 15:00 |
| Plymouth Argyle     | 0 - 2 | Cheltenham Town   | Home Park                    | 21 de septiembre | 15:00 |
| Port Vale           | 2 - 2 | Mansfield Town    | Vale Park                    | 21 de septiembre | 15:00 |
| Walsall             | 1 - 0 | Scunthorpe United | Banks's Stadium              | 21 de septiembre | 15:00 |

| Swindon Town      | 0 - 2 | Newport County      | County Ground           | 28 de septiembre | 15:00 |
| Cheltenham Town   | 1 - 1 | Crewe Alexandra     | LCI Rail Stadium        | 28 de septiembre | 15:00 |
| Crawley Town      | 2 - 3 | Walsall             | Checkatrade.com Stadium | 28 de septiembre | 15:00 |
| Exeter City       | 1 - 3 | Grimsby Town        | St James Park           | 28 de septiembre | 15:00 |
| Leyton Orient     | 3 - 3 | Port Vale           | Brisbane Road           | 28 de septiembre | 15:00 |
| Carlisle United   | 1 - 0 | Oldham Athletic     | Brunton Park            | 28 de septiembre | 15:00 |
| Macclesfield Town | 1 - 1 | Colchester United   | Moss Rose               | 28 de septiembre | 15:00 |
| Morecambe         | 2 - 2 | Northampton Town    | Globe Arena             | 28 de septiembre | 15:00 |
| Salford City      | 0 - 4 | Forest Green Rovers | Peninsula Stadium       | 28 de septiembre | 15:00 |
| Scunthorpe United | 1 - 1 | Bradford City       | Glanford Park           | 28 de septiembre | 15:00 |
| Stevenage         | 1 - 1 | Cambridge United    | Lamex Stadium           | 28 de septiembre | 15:00 |
| Mansfield Town    | 0 - 1 | Plymouth Argyle     | One Call Stadium        | 28 de septiembre | 15:00 |

| Bradford City       | 2 - 1 | Swindon Town      | Coral Windows Stadium        | 5 de octubre | 15:00 |
| Cambridge United    | 2 - 2 | Macclesfield Town | Abbey Stadium                | 5 de octubre | 15:00 |
| Colchester United   | 3 - 1 | Stevenage         | Colchester Community Stadium | 5 de octubre | 15:00 |
| Crewe Alexandra     | 1 - 1 | Exeter City       | Gresty Road                  | 5 de octubre | 15:00 |
| Forest Green Rovers | 3 - 1 | Crawley Town      | The New Lawn                 | 5 de octubre | 15:00 |
| Grimsby Town        | 0 - 1 | Mansfield Town    | Blundell Park                | 5 de octubre | 15:00 |
| Newport County      | 1 - 0 | Carlisle United   | Rodney Parade                | 5 de octubre | 15:00 |
| Northampton Town    | 0 - 1 | Leyton Orient     | Sixfields Stadium            | 5 de octubre | 15:00 |
| Oldham Athletic     | 1 - 1 | Cheltenham Town   | SportsDirect.com Park        | 5 de octubre | 15:00 |
| Plymouth Argyle     | 2 - 2 | Scunthorpe United | Home Park                    | 5 de octubre | 15:00 |
| Port Vale           | 3 - 1 | Morecambe         | Vale Park                    | 5 de octubre | 15:00 |
| Walsall             | 0 - 3 | Salford City      | Banks's Stadium              | 5 de octubre | 15:00 |

| Carlisle United    | 2 - 4    | Crewe Alexandra     | Brunton Park            | 12 de octubre | 15:00 |
| Crawley Town       | 2 - 1    | Colchester United   | Checkatrade.com Stadium | 12 de octubre | 15:00 |
| Exeter City        | 1 - 0    | Forest Green Rovers | St James Park           | 12 de octubre | 15:00 |
| Leyton Orient      | 3 - 1    | Walsall             | Brisbane Road           | 12 de octubre | 15:00 |
| Macclesfield Town  | 2 - 1    | Port Vale           | Moss Rose               | 12 de octubre | 15:00 |
| Mansfield Town     | 6 - 1    | Oldham Athletic     | One Call Stadium        | 12 de octubre | 15:00 |
| Morecambe          | 1 - 2    | Bradford City       | Globe Arena             | 12 de octubre | 15:00 |
| Salford City       | 1 - 0    | Cambridge United    | Peninsula Stadium       | 12 de octubre | 15:00 |
| Scunthorpe United' | 3 - 0    | Northampton Town    | Glanford Park           | 12 de octubre | 15:00 |
| Stevenage          | 2 - 1    | Grimsby Town        | Lamex Stadium           | 12 de octubre | 15:00 |
| Swindon Town       | 1 - 1    | Plymouth Argyle     | County Ground           | 12 de octubre | 15:00 |
| Cheltenham Town    | Aplazado | Newport County      | LCI Rail Stadium        | 21 de enero   | 19:45 |

| Walsall             | 1 - 2 | Cheltenham Town   | Banks's Stadium              | 19 de octubre | 15:00 |
| Cambridge United    | 4 - 0 | Exeter City       | Abbey Stadium                | 19 de octubre | 15:00 |
| Colchester United   | 0 - 1 | Morecambe         | Colchester Community Stadium | 19 de octubre | 15:00 |
| Crewe Alexandra     | 3 - 1 | Swindon Town      | Gresty Road                  | 19 de octubre | 15:00 |
| Forest Green Rovers | 2 - 2 | Mansfield Town    | The New Lawn                 | 19 de octubre | 15:00 |
| Bradford City       | 2 - 1 | Crawley Town      | Coral Windows Stadium        | 19 de octubre | 15:00 |
| Newport County      | 2 - 1 | Scunthorpe United | Rodney Parade                | 19 de octubre | 15:00 |
| Northampton Town    | 2 - 0 | Salford City      | Sixfields Stadium            | 19 de octubre | 15:00 |
| Oldham Athletic     | 0 - 1 | Macclesfield Town | SportsDirect.com Park        | 19 de octubre | 15:00 |
| Plymouth Argyle     | 2 - 0 | Carlisle United   | Home Park                    | 19 de octubre | 15:00 |
| Port Vale           | 1 - 1 | Stevenage         | Vale Park                    | 19 de octubre | 15:00 |
| Grimsby Town        | 0 - 4 | Leyton Orient     | Blundell Park                | 19 de octubre | 15:00 |

| Bradford City     | 1 - 2 | Port Vale           | Coral Windows Stadium | 22 de octubre | 19:45 |
| Cambridge United  | 0 - 0 | Grimsby Town        | Abbey Stadium         | 22 de octubre | 19:45 |
| Carlisle United   | 0 - 2 | Northampton Town    | Brunton Park          | 22 de octubre | 19:45 |
| Cheltenham Town   | 3 - 0 | Macclesfield Town   | LCI Rail Stadium      | 22 de octubre | 19:45 |
| Crewe Alexandra   | 0 - 0 | Colchester United   | Gresty Road           | 22 de octubre | 19:45 |
| Mansfield Town    | 1 - 2 | Salford City        | One Call Stadium      | 22 de octubre | 19:45 |
| Morecambe         | 0 - 2 | Forest Green Rovers | Globe Arena           | 22 de octubre | 19:45 |
| Newport County    | 1 - 1 | Crawley Town        | Rodney Parade         | 22 de octubre | 19:45 |
| Oldham Athletic   | 2 - 0 | Walsall             | SportsDirect.com Park | 22 de octubre | 19:45 |
| Plymouth Argyle   | 4 - 0 | Leyton Orient       | Home Park             | 22 de octubre | 19:45 |
| Scunthorpe United | 3 - 1 | Exeter City         | Glanford Park         | 22 de octubre | 19:45 |
| Swindon Town      | 1 - 0 | Stevenage           | County Ground         | 22 de octubre | 19:45 |

| Exeter City         | 4 - 0 | Plymouth Argyle   | St James Park                | 26 de octubre   | 13:00 |
| Colchester United   | 3 - 1 | Newport City      | Colchester Community Stadium | 26 de octubre   | 15:00 |
| Crawley Town        | 0 - 4 | Swindon Town      | Checkatrade.com Stadium      | 26 de octubre   | 15:00 |
| Leyton Orient       | 1 - 1 | Carlisle United   | Brisbane Road                | 26 de octubre   | 15:00 |
| Northampton Town    | 2 - 0 | Cambridge United  | Sixfields Stadium            | 26 de octubre   | 15:00 |
| Port Vale           | 0 - 0 | Oldham Athletic   | Vale Park                    | 26 de octubre   | 15:00 |
| Salford City        | 1 - 1 | Scunthorpe United | Peninsula Stadium            | 26 de octubre   | 15:00 |
| Stevenage           | 1 - 0 | Morecambe         | Lamex Stadium                | 26 de octubre   | 15:00 |
| Walsall             | 1 - 2 | Mansfield Town    | Banks's Stadium              | 26 de octubre   | 15:00 |
| Forest Green Rovers | 0 - 0 | Crewe Alexandra   | The New Lawn                 | 26 de noviembre | 19:45 |
| Grimsby Town        | 0 - 0 | Cheltenham Town   | Blundell Park                | 26 de noviembre | 19:45 |
| Macclesfield Town   | 1 - 1 | Bradford City     | Moss Rose                    | 30 de noviembre | 15:00 |

| Swindon Town      | 2 - 1    | Walsall             | County Ground         | 2 de noviembre | 15:00 |
| Cambridge United  | 2 - 1    | Crawley Town        | Abbey Stadium         | 2 de noviembre | 15:00 |
| Carlisle United   | 2 - 1    | Macclesfield Town   | Brunton Park          | 2 de noviembre | 15:00 |
| Cheltenham Town   | 1 - 2    | Forest Green Rovers | LCI Rail Stadium      | 2 de noviembre | 15:00 |
| Crewe Alexandra   | 0 - 1    | Port Vale           | Gresty Road           | 2 de noviembre | 15:00 |
| Bradford City     | 2 - 0    | Exeter City         | Coral Windows Stadium | 2 de noviembre | 15:00 |
| Morecambe         | 1 - 0    | Leyton Orient       | Globe Arena           | 2 de noviembre | 15:00 |
| Newport County    | 1 - 2    | Salford City        | Rodney Parade         | 2 de noviembre | 15:00 |
| Oldham Athletic   | 2 - 2    | Northampton Town    | SportsDirect.com Park | 2 de noviembre | 15:00 |
| Scunthorpe United | 0 - 0    | Stevenage           | Glanford Park         | 2 de noviembre | 15:00 |
| Mansfield Town    | 2 - 3    | Colchester United   | One Call Stadium      | 2 de noviembre | 15:00 |
| Plymouth Argyle   | Aplazado | Grimsby Town        | Home Park             | 3 de marzo     | 19:45 |

| Crawley Town        | 1 - 1    | Morecambe         | Checkatrade.com Stadium      | 16 de noviembre | 15:00 |
| Forest Green Rovers | 0 - 1    | Plymouth Argyle   | The New Lawn                 | 16 de noviembre | 15:00 |
| Leyton Orient       | 0 - 2    | Scunthorpe United | Brisbane Road                | 16 de noviembre | 15:00 |
| Macclesfield Town   | 0 - 0    | Mansfield Town    | Moss Rose                    | 16 de noviembre | 15:00 |
| Northampton Town    | 4 - 1    | Crewe Alexandra   | Sixfields Stadium            | 16 de noviembre | 15:00 |
| Port Vale           | 2 - 1    | Carlisle United   | Vale Park                    | 16 de noviembre | 15:00 |
| Salford City        | 2 - 3    | Swindon Town      | Peninsula Stadium            | 16 de noviembre | 15:00 |
| Exeter City         | 0 - 0    | Cheltenham Town   | St James Park                | 16 de noviembre | 15:00 |
| Walsall             | 2 - 1    | Cambridge United  | Banks's Stadium              | 16 de noviembre | 15:00 |
| Stevenage           | 0 - 0    | Oldham Athletic   | Lamex Stadium                | 14 de enero     | 19:45 |
| Colchester United   | 0 - 0    | Bradford City     | Colchester Community Stadium | 21 de enero     | 19:45 |
| Grimsby Town        | Aplazado | Newport County    | Blundell Park                | 25 de febrero   | 19:45 |

| Carlisle United   | 0 - 0 | Cambridge United    | Brunton Park            | 23 de noviembre | 15:00 |
| Cheltenham Town   | 1 - 1 | Colchester United   | LCI Rail Stadium        | 23 de noviembre | 15:00 |
| Crawley Town      | 0 - 1 | Exeter City         | Checkatrade.com Stadium | 23 de noviembre | 15:00 |
| Crewe Alexandra   | 5 - 0 | Morecambe           | Gresty Road             | 23 de noviembre | 15:00 |
| Leyton Orient     | 2 - 4 | Forest Green Rovers | Brisbane Road           | 23 de noviembre | 15:00 |
| Newport County    | 0 - 1 | Oldham Athletic     | Rodney Parade           | 23 de noviembre | 15:00 |
| Northampton Town  | 2 - 0 | Grimsby Town        | Sixfields Stadium       | 23 de noviembre | 15:00 |
| Plymouth Argyle   | 2 - 1 | Bradford City       | Home Park               | 23 de noviembre | 15:00 |
| Salford City      | 0 - 0 | Macclesfield Town   | Peninsula Stadium       | 23 de noviembre | 15:00 |
| Scunthorpe United | 2 - 1 | Port Vale           | Glanford Park           | 23 de noviembre | 15:00 |
| Swindon Town      | 1 - 0 | Mansfield Town      | County Ground           | 23 de noviembre | 15:00 |
| Walsall           | 0 - 0 | Stevenage           | Banks's Stadium         | 23 de noviembre | 15:00 |

| Stevenage           | 0 - 0 | Crawley Town      | Lamex Stadium                | 7 de diciembre | 15:00 |
| Cambridge United    | 1 - 0 | Plymouth Argyle   | Abbey Stadium                | 7 de diciembre | 15:00 |
| Colchester United   | 1 - 0 | Salford City      | Colchester Community Stadium | 7 de diciembre | 15:00 |
| Exeter City         | 3 - 2 | Northampton Town  | St James Park                | 7 de diciembre | 15:00 |
| Bradford City       | 1 - 0 | Newport City      | Coral Windows Stadium        | 7 de diciembre | 15:00 |
| Grimsby Town        | 0 - 3 | Swindon Town      | Blundell Park                | 7 de diciembre | 15:00 |
| Mansfield Town      | 0 - 3 | Cheltenham United | One Call Stadium             | 7 de diciembre | 15:00 |
| Morecambe           | 1 - 1 | Carlisle United   | Globe Arena                  | 7 de diciembre | 15:00 |
| Oldham Athletic     | 1 - 1 | Leyton Orient     | SportsDirect.com Park        | 7 de diciembre | 15:00 |
| Port Vale           | 0 - 1 | Walsall           | Vale Park                    | 7 de diciembre | 15:00 |
| Forest Green Rovers | 0 - 2 | Scunthorpe United | The New Lawn                 | 7 de diciembre | 15:00 |
| Macclesfield Town   | 1 - 1 | Crewe Alexandra   | Moss Rose                    | 21 de enero    | 19:45 |

| Carlisle United   | 0 - 0 | Grimsby Town        | Brunton Park            | 14 de diciembre | 15:00 |
| Cheltenham Town   | 1 - 1 | Cambridge United    | LCI Rail Stadium        | 14 de diciembre | 15:00 |
| Crawley Town      | 0 - 0 | Port Vale           | Checkatrade.com Stadium | 14 de diciembre | 15:00 |
| Walsall           | 1 - 1 | Macclesfield Town   | Banks's Stadium         | 14 de diciembre | 15:00 |
| Leyton Orient     | 0 - 0 | Bradford City       | Brisbane Road           | 14 de diciembre | 15:00 |
| Newport County    | 1 - 1 | Stevenage           | Rodney Parade           | 14 de diciembre | 15:00 |
| Northampton Town  | 1 - 0 | Forest Green Rovers | Sixfields Stadium       | 14 de diciembre | 15:00 |
| Plymouth Argyle   | 3 - 0 | Morecambe           | Home Park               | 14 de diciembre | 15:00 |
| Salford City      | 0 - 1 | Exeter City         | Peninsula Stadium       | 14 de diciembre | 15:00 |
| Scunthorpe United | 2 - 2 | Colchester United   | Glanford Park           | 14 de diciembre | 15:00 |
| Swindon Town      | 2 - 0 | Oldham Athletic     | County Ground           | 14 de diciembre | 15:00 |
| Crewe Alexandra   | 1 - 1 | Mansfield Town      | Gresty Road             | 14 de diciembre | 15:00 |

| Grimsby Town        | 0 - 1 | Scunthorpe United | Blundell Park                | 21 de diciembre | 13:00 |
| Bradford City       | 1 - 1 | Salford City      | Coral Windows Stadium        | 21 de diciembre | 15:00 |
| Cambridge United    | 2 - 3 | Leyton Orient     | Abbey Stadium                | 21 de diciembre | 15:00 |
| Colchester United   | 3 - 0 | Carlisle United   | Colchester Community Stadium | 21 de diciembre | 15:00 |
| Exeter City         | 3 - 3 | Walsall           | St James Park                | 21 de diciembre | 15:00 |
| Forest Green Rovers | 2 - 2 | Swindon Town      | The New Lawn                 | 21 de diciembre | 15:00 |
| Mansfield Town      | 1 - 1 | Northampton Town  | One Call Stadium             | 21 de diciembre | 15:00 |
| Morecambe           | 2 - 1 | Newport County    | Globe Arena                  | 21 de diciembre | 15:00 |
| Oldham Athletic     | 2 - 1 | Crawley Town      | SportsDirect.com Park        | 21 de diciembre | 15:00 |
| Port Vale           | 1 - 1 | Cheltenham Town   | Vale Park                    | 21 de diciembre | 15:00 |
| Stevenage           | 1 - 5 | Crewe Alexandra   | Lamex Stadium                | 21 de diciembre | 15:00 |
| Macclesfield Town   | 1-1   | Plymouth Argyle   | Moss Rose                    | 18 de febrero   | 19:45 |

| Leyton Orient     | 1 - 3 | Colchester United   | Brisbane Road           | 26 de diciembre | 13:00 |
| Swindon Town      | 4 - 0 | Cambridge United    | County Ground           | 26 de diciembre | 15:00 |
| Cheltenham Town   | 0 - 1 | Plymouth Argyle     | LCI Rail Stadium        | 26 de diciembre | 15:00 |
| Crawley Town      | 4 - 0 | Northampton Town    | Checkatrade.com Stadium | 26 de diciembre | 15:00 |
| Exeter City       | 1 - 0 | Newport County      | St James Park           | 26 de diciembre | 15:00 |
| Macclesfield Town | 1 - 1 | Grimsby Town        | Moss Rose               | 26 de diciembre | 15:00 |
| Carlisle United   | 0 - 0 | Bradford City       | Brunton Park            | 26 de diciembre | 15:00 |
| Morecambe         | 1 - 2 | Oldham Athletic     | Globe Arena             | 26 de diciembre | 15:00 |
| Salford City      | 3 - 1 | Crewe Alexandra     | Peninsula Stadium       | 26 de diciembre | 15:00 |
| Scunthorpe United | 0 - 2 | Walsall             | Glanford Park           | 26 de diciembre | 15:00 |
| Stevenage         | 0 - 0 | Forest Green Rovers | Lamex Stadium           | 26 de diciembre | 15:00 |
| Mansfield Town    | 2 - 2 | Port Vale           | One Call Stadium        | 26 de diciembre | 15:00 |

### Segunda vuelta
| Walsall             | 1 - 2 | Carlisle United   | Banks's Stadium              | 29 de diciembre | 15:00 |
| Cambridge United    | 1 - 0 | Morecambe         | Abbey Stadium                | 29 de diciembre | 15:00 |
| Colchester United   | 2 - 2 | Exeter City       | Colchester Community Stadium | 29 de diciembre | 15:00 |
| Crewe Alexandra     | 3 - 1 | Scunthorpe United | Gresty Road                  | 29 de diciembre | 15:00 |
| Forest Green Rovers | 1 - 0 | Macclesfield Town | The New Lawn                 | 29 de diciembre | 15:00 |
| Grimsby Town        | 1 - 1 | Crawley Town      | Blundell Park                | 29 de diciembre | 15:00 |
| Newport County      | 1 - 1 | Leyton Orient     | Rodney Parade                | 29 de diciembre | 15:00 |
| Northampton Town    | 1 - 1 | Cheltenham Town   | Sixfields Stadium            | 29 de diciembre | 15:00 |
| Oldham Athletic     | 1 - 4 | Salford City      | SportsDirect.com Park        | 29 de diciembre | 15:00 |
| Plymouth Argyle     | 2 - 1 | Stevenage         | Home Park                    | 29 de diciembre | 15:00 |
| Port Vale           | 2 - 0 | Swindown Town     | Vale Park                    | 29 de diciembre | 15:00 |
| Bradford City       | 2 - 0 | Mansfield Town    | Coral Windows Stadium        | 29 de diciembre | 15:00 |

| Bradford City       | 1 - 0 | Morecambe         | Coral Windows Stadium        | 1 de enero | 15:00 |
| Cambridge United    | 2 - 3 | Mansfield Town    | Abbey Stadium                | 1 de enero | 15:00 |
| Colchester United   | 1 - 1 | Crawley Town      | Colchester Community Stadium | 1 de enero | 15:00 |
| Crewe Alexandra     | 4 - 1 | Carlisle United   | Gresty Road                  | 1 de enero | 15:00 |
| Forest Green Rovers | 0 - 1 | Exeter City       | The New Lawn                 | 1 de enero | 15:00 |
| Grimsby Town        | 1 - 0 | Salford City      | Blundell Park                | 1 de enero | 15:00 |
| Newport County      | 1 - 1 | Cheltenham Town   | Rodney Parade                | 1 de enero | 15:00 |
| Northampton Town    | 1 - 0 | Stevenage         | Sixfields Stadium            | 1 de enero | 15:00 |
| Oldham Athletic     | 0 - 2 | Scunthorpe United | SportsDirect.com Park        | 1 de enero | 15:00 |
| Plymouth Argyle     | 1 - 2 | Swindon Town      | Home Park                    | 1 de enero | 15:00 |
| Port Vale           | 2 - 2 | Macclesfield Town | Vale Park                    | 1 de enero | 15:00 |
| Walsall             | 1 - 0 | Leyton Orient     | Banks's Stadium              | 1 de enero | 15:00 |

| Swindon Town      | 1 - 1 | Bradford City       | County Ground           | 4 de enero  | 15:00 |
| Cheltenham Town   | 3 - 0 | Oldham Athletic     | LCI Rail Stadium        | 4 de enero  | 15:00 |
| Crawley Town      | 1 - 1 | Forest Green Rovers | Checkatrade.com Stadium | 4 de enero  | 15:00 |
| Macclesfield Town | 1 - 0 | Cambridge United    | Moss Rose               | 4 de enero  | 15:00 |
| Mansfield Town    | 0 - 1 | Grimsby Town        | One Call Stadium        | 4 de enero  | 15:00 |
| Salford City      | 1 - 2 | Walsall             | Peninsula Stadium       | 4 de enero  | 15:00 |
| Scunthorpe United | 1 - 3 | Plymouth Argyle     | Glanford Park           | 4 de enero  | 15:00 |
| Stevenage         | 0 - 0 | Colchester United   | Lamex Stadium           | 4 de enero  | 15:00 |
| Morecambe         | 2 - 1 | Port Vale           | Globe Arena             | 14 de enero | 19:45 |
| Leyton Orient     | 1 - 1 | Northampton Town    | Brisbane Road           | 21 de enero | 19:45 |
| Exeter City       | 1 - 1 | Crewe Alexandra     | St James Park           | 3 de marzo  | 19:45 |
| Carlisle United   | 2 - 0 | Newport County      | Brunton Park            | 10 de marzo | 19:45 |

| Carlisle United   | 0 - 3 | Plymouth Argyle     | Brunton Park            | 11 de enero | 15:00 |
| Cheltenham Town   | 3 - 1 | Walsall             | LCI Rail Stadium        | 11 de enero | 15:00 |
| Crawley Town      | 2 - 1 | Bradford City       | Checkatrade.com Stadium | 11 de enero | 15:00 |
| Exeter City       | 2 - 0 | Cambridge United    | St James Park           | 11 de enero | 15:00 |
| Leyton Orient     | 1 - 1 | Grimsby Town        | Brisbane Road           | 11 de enero | 15:00 |
| Macclesfield Town | 1 - 1 | Oldham Athletic     | Moss Rose               | 11 de enero | 15:00 |
| Mansfield Town    | 3 - 4 | Forest Green Rovers | One Call Stadium        | 11 de enero | 15:00 |
| Morecambe         | 1 - 1 | Colchester          | Globe Arena             | 11 de enero | 15:00 |
| Salford City      | 1 - 2 | Northampton Town    | Peninsula Stadium       | 11 de enero | 15:00 |
| Stevenage         | 0 - 1 | Port Vale           | Lamex Stadium           | 11 de enero | 15:00 |
| Scunthorpe United | 1 - 2 | Newport County      | Glanford Park           | 11 de enero | 15:00 |
| Swindon Town      | 3 - 1 | Crewe Alexandra     | County Ground           | 11 de enero | 15:00 |

| Bradford City       | 2 - 2 | Scunthorpe United | Coral Windows Stadium        | 18 de enero | 15:00 |
| Cambridge United    | 0 - 4 | Stevenage         | Abbey Stadium                | 18 de enero | 15:00 |
| Colchester United   | 2 - 1 | Macclesfield Town | Colchester Community Stadium | 18 de enero | 15:00 |
| Crewe Alexandra     | 1 - 0 | Cheltenham Town   | Gresty Road                  | 18 de enero | 15:00 |
| Forest Green Rovers | 1 - 2 | Salford           | The New Lawn                 | 18 de enero | 15:00 |
| Grimsby Town        | 0 - 1 | Exeter City       | Blundell Park                | 18 de enero | 15:00 |
| Newport County      | 2 - 0 | Swindon Town      | Rodney Parade                | 18 de enero | 15:00 |
| Northampton Town    | 4 - 1 | Morecambe         | Sixfields Stadium            | 18 de enero | 15:00 |
| Oldham Athletic     | 1 - 1 | Charlisle United  | SportsDirect.com Park        | 18 de enero | 15:00 |
| Plymouth Argyle     | 3 - 1 | Mansfield Town    | Home Park                    | 18 de enero | 15:00 |
| Port Vale           | 1 - 0 | Leyton Orient     | Vale Park                    | 18 de enero | 15:00 |
| Walsall             | 2 - 1 | Crawley Town      | Banks's Stadium              | 18 de enero | 15:00 |

| Swindon Town      | 3 - 0 | Port Vale            | County Ground           | 25 de enero   | 15:00 |
| Crawley Town      | 3 - 2 | Grimsby Town         | Checkatrade.com Stadium | 25 de enero   | 15:00 |
| Exeter City       | 0 - 0 | Colchester United    | St James Park           | 25 de enero   | 15:00 |
| Leyton Orient     | 2 - 1 | Newport County       | Brisbane Road           | 25 de enero   | 15:00 |
| Carlisle United   | 2 - 1 | Walsall              | Brunton Park            | 25 de enero   | 15:00 |
| Mansfield Town    | 3 - 0 | Bradford City        | One Call Stadium        | 25 de enero   | 15:00 |
| Morecambe         | 1 - 1 | Cambridge United     | Globe Arena             | 25 de enero   | 15:00 |
| Salford City      | 1 - 1 | Oldham Athletic      | Peninsula Stadium       | 25 de enero   | 15:00 |
| Scunthorpe United | 2 - 2 | Crewe Alexandra      | Glanford Park           | 25 de enero   | 15:00 |
| Stevenage         | 1 - 2 | Plymouth Argyle      | Lamex Stadium           | 25 de enero   | 15:00 |
| Macclesfield Town | 2 - 1 | Forrest Green Rovers | Moss Rose               | 25 de enero   | 15:00 |
| Cheltenham Town   | 2 - 1 | Northampton Town     | LCI Rail Stadium        | 25 de febrero | 19:45 |

| Bradford City       | 1 - 1 | Cheltenham Town   | Coral Windows Stadium | 28 de enero | 19:45 |
| Cambridge United    | 0 - 4 | Salford City      | Abbey Stadium         | 28 de enero | 19:45 |
| Port Vale           | 3 - 1 | Exeter City       | Vale Park             | 28 de enero | 19:45 |
| Crewe Alexandra     | 2 - 0 | Leyton Orient     | Gresty Road           | 28 de enero | 19:45 |
| Forest Green Rovers | 1 - 4 | Carlisle United   | The New Lawn          | 28 de enero | 19:45 |
| Grimsby Town        | 3 - 1 | Stevenage         | Blundell Park         | 28 de enero | 19:45 |
| Newport County      | 1 - 0 | Macclesfield Town | Rodney Parade         | 28 de enero | 19:45 |
| Northampton Town    | 3 - 0 | Scunthorpe United | Sixfields Stadium     | 28 de enero | 19:45 |
| Oldham Athletic     | 3 - 1 | Mansfield Town    | SportsDirect.com Park | 28 de enero | 19:45 |
| Plymouth Argyle     | 2 - 2 | Crawlwy Town      | Home Park             | 28 de enero | 19:45 |
| Colchester United   | 3 - 1 | Swindon Town      | LCI Rail Stadium      | 28 de enero | 19:45 |
| Walsall             | 0 - 2 | Morecambe         | Banks's Stadium       | 28 de enero | 19:45 |

| Cambridge United  | 2 - 1 | Colchester United   | Abbey Stadium           | 1 de febrero | 15:00 |
| Cheltenham Town   | 2 - 1 | Morecambe           | LCI Rail Stadium        | 1 de febrero | 15:00 |
| Crawley Town      | 3 - 1 | Scunthorpe United   | Checkatrade.com Stadium | 1 de febrero | 15:00 |
| Grimsby Town      | 2 - 2 | Forest Green Rovers | Blundell Park           | 1 de febrero | 15:00 |
| Macclesfield Town | 0 - 1 | Northampton Town    | Moss Rose               | 1 de febrero | 15:00 |
| Mansfield Town    | 2 - 2 | Carlisle United     | One Call Stadium        | 1 de febrero | 15:00 |
| Oldham Athletic   | 3 - 0 | Bradford City       | SportsDirect.com Park   | 1 de febrero | 15:00 |
| Plymouth Argyle   | 1 - 0 | Newport County      | Home Park               | 1 de febrero | 15:00 |
| Port Vale         | 1 - 1 | Salford City        | Vale Park               | 1 de febrero | 15:00 |
| Stevenage         | 0 - 3 | Leyton Orient       | Lamex Stadium           | 1 de febrero | 15:00 |
| Swindon Town      | 2 - 1 | Exeter City         | County Ground           | 1 de febrero | 15:00 |
| Walsall           | 1 - 2 | Crewe Alexandra     | Banks's Stadium         | 1 de febrero | 15:00 |

| Scunthorpe United   | 1 - 0 | Cheltenham Town   | Glanford Park                | 8 de febrero | 15:00 |
| Carlisle United     | 1 - 1 | Swindon Town      | Brunton Park                 | 8 de febrero | 15:00 |
| Colchester United   | 3 - 0 | Plymouth Argyle   | Colchester Community Stadium | 8 de febrero | 15:00 |
| Crewe Alexandra     | 2 - 1 | Oldham Athletic   | Gresty Road                  | 8 de febrero | 15:00 |
| Exeter City         | 2 - 1 | Stevenage         | St James Park                | 8 de febrero | 15:00 |
| Bradford City       | 1 - 1 | Grimsby Town      | Coral Windows Stadium        | 8 de febrero | 15:00 |
| Leyton Orient       | 1 - 1 | Macclesfield Town | Brisbane Road                | 8 de febrero | 15:00 |
| Morecambe           | 1 - 1 | Mansfield Town    | Globe Arena                  | 8 de febrero | 15:00 |
| Newport County      | 0 - 1 | Cambridge United  | Rodney Parade                | 8 de febrero | 15:00 |
| Northampton Town    | 0 - 1 | PortVale          | Sixfields Stadium            | 8 de febrero | 15:00 |
| Salford City        | 0 - 0 | Crawley Town      | Peninsula Stadium            | 8 de febrero | 15:00 |
| Forest Green Rovers | 1 - 2 | Walsall           | The New Lawn                 | 8 de febrero | 15:00 |

| Bradford City       | 3 - 1 | Stevenage         | Coral Windows Stadium        | 11 de febrero | 19:45 |
| Carlisle United     | 0 - 1 | Cheltenham Town   | Brunton Park                 | 11 de febrero | 19:45 |
| Colchester United   | 2 - 3 | Grimsby Town      | Colchester Community Stadium | 11 de febrero | 19:45 |
| Crewe Alexandra     | 2 - 1 | Crawley Town      | Gresty Road                  | 11 de febrero | 19:45 |
| Exeter City         | 5 - 1 | Oldham Athletic   | St James Park                | 11 de febrero | 19:45 |
| Forest Green Rovers | 2 - 3 | Port Vale         | The New Lawn                 | 11 de febrero | 19:45 |
| Leyton Orient       | 2 - 1 | Mansfield Town    | Brisbane Road                | 11 de febrero | 19:45 |
| Morecambe           | 2 - 0 | Macclesfield Town | Globe Arena                  | 11 de febrero | 19:45 |
| Newport County      | 0 - 0 | Walsall           | Rodney Parade                | 11 de febrero | 19:45 |
| Northampton Town    | 0 - 1 | Swindon Town      | Sixfields Stadium            | 11 de febrero | 19:45 |
| Salford City        | 2 - 3 | Plymouth Argyle   | Peninsula Stadium            | 11 de febrero | 19:45 |
| Scunthorpe United   | 0 - 2 | Cambridge United  | Glanford Park                | 11 de febrero | 19:45 |

| Cambridge United  | 2 - 1 | Bradford City       | Abbey Stadium           | 15 de febrero | 15:00 |
| Cheltenham Town   | 2 - 1 | Leyton Orient       | LCI Rail Stadium        | 15 de febrero | 15:00 |
| Crawley Town      | 0 - 0 | Carlisle United     | Checkatrade.com Stadium | 15 de febrero | 15:00 |
| Grimsby Town      | 2 - 1 | Morecambe           | Blundell Park           | 15 de febrero | 15:00 |
| Macclesfield Town | 2 - 3 | Exeter City         | Moss Rose               | 15 de febrero | 15:00 |
| Mansfield Town    | 1 - 0 | Newport County      | One Call Stadium        | 15 de febrero | 15:00 |
| Oldham Athletic   | 1 - 1 | Forest Green Rovers | SportsDirect.com Park   | 15 de febrero | 15:00 |
| Plymouth Argyle   | 2 - 1 | Crewe Alexandra     | Home Park               | 15 de febrero | 15:00 |
| Port Vale         | 3 - 0 | Colchester United   | Vale Park               | 15 de febrero | 15:00 |
| Stevenage         | 0 - 1 | Salford City        | Lamex Stadium           | 15 de febrero | 15:00 |
| Walsall           | 3 - 2 | Northampton Town    | Banks's Stadium         | 15 de febrero | 15:00 |
| Swindon Town      | 2 - 0 | Scunthorpe United   | County Ground           | 3 de marzo    | 19:45 |

| Walsall           | 2 - 2 | Port Vale           | Banks's Stadium         | 22 de febrero | 15:00 |
| Cheltenham Town   | 1 - 0 | Mansfield Town      | LCI Rail Stadium        | 22 de febrero | 15:00 |
| Crawley Town      | 2 - 0 | Stevenage           | Checkatrade.com Stadium | 22 de febrero | 15:00 |
| Crewe Alexandra   | 2 - 0 | Macclesfield Town   | Gresty Road             | 22 de febrero | 15:00 |
| Leyton Orient     | 2 - 2 | Oldham Athletic     | Brisbane Road           | 22 de febrero | 15:00 |
| Carlisle United   | 2 - 2 | Morecambe           | Brunton Park            | 22 de febrero | 15:00 |
| Newport County    | 2 - 1 | Bradford City       | Rodney Parade           | 22 de febrero | 15:00 |
| Plymouth Argyle   | 0 - 0 | Cambridge United    | Home Park               | 22 de febrero | 15:00 |
| Salford City      | 1 - 2 | Colchester United   | Peninsula Stadium       | 22 de febrero | 15:00 |
| Scunthorpe United | 1 - 0 | Forest Green Rovers | Glanford Park           | 22 de febrero | 15:00 |
| Swindon Town      | 3 - 1 | Grimbsy Town        | County Ground           | 22 de febrero | 15:00 |
| Northampton Town  | 2 - 0 | Exeter City         | Sixfields Stadium       | 22 de febrero | 15:00 |

| Cambridge United    | 1 - 2 | Carlisle United   | Abbey Stadium                | 29 de febrero | 15:00     |
| Colchester United   | 0 - 2 | Cheltenham Town   | Colchester Community Stadium | 29 de febrero | 15:00     |
| Exeter City         | 1 - 1 | Crawley Town      | St James Park                | 29 de febrero | 15:00     |
| Grimsby Town        | 0 - 3 | Northampton Town  | Blundell Park                | 29 de febrero | 15:00     |
| Macclesfield Town   | 0 - 2 | Salford City      | Moss Rose                    | 29 de febrero | 15:00     |
| Morecambe           | 1 - 1 | Crewe Alexandra   | Globe Arena                  | 29 de febrero | 15:00     |
| Oldham Athletic     | 5 - 0 | Newport County    | SportsDirect.com Park        | 29 de febrero | 15:00     |
| Port Vale           | 2 - 2 | Scunthorpe United | Vale Park                    | 29 de febrero | 15:00     |
| Bradford City       | 2 - 1 | Plymouth Argyle   | Coral Windows Stadium        | 29 de febrero | 15:00     |
| Forest Green Rovers | vs    | Leyton Orient     | The New Lawn                 | Cancelado     | Cancelado |
| Stevenage           | vs    | Walsall           | Lamex Stadium                | Cancelado     | Cancelado |
| Mansfield Town      | vs    | Swindon Town      | One Call Stadium             | Cancelado     | Cancelado |

| Scunthorpe United | 0 - 2 | Grimsby Town        | Glanford Park           | 7 de marzo | 13:00 |
| Carlisle United   | 0 - 3 | Colchester United   | Brunton Park            | 7 de marzo | 15:00 |
| Cheltenham Town   | 0 - 0 | Port Vale           | LCI Rail Stadium        | 7 de marzo | 15:00 |
| Crawley Town      | 3 - 0 | Oldham Athletic     | Checkatrade.com Stadium | 7 de marzo | 15:00 |
| Crewe Alexandra   | 3 - 1 | Stevenage           | Gresty Road             | 7 de marzo | 15:00 |
| Leyton Orient     | 2 - 1 | Cambridge United    | Brisbane Road           | 7 de marzo | 15:00 |
| Newport County    | 1 - 0 | Morecambe           | Rodney Parade           | 7 de marzo | 15:00 |
| Northampton Town  | 1 - 2 | Mansfield Town      | Sixfields Stadium       | 7 de marzo | 15:00 |
| Plymouth Argyle   | 3 - 0 | Macclesfield Town   | Home Park               | 7 de marzo | 15:00 |
| Salford City      | 2 - 0 | Bradford City       | Peninsula Stadium       | 7 de marzo | 15:00 |
| Swindon Town      | 0 - 2 | Forest Green Rovers | County Ground           | 7 de marzo | 15:00 |
| Walsall           | 3 - 1 | Exeter City         | Banks's Stadium         | 7 de marzo | 15:00 |

| Stevenage           | vs | Newport County   | Lamex Stadium                | Cancelado | Cancelado |
| Cambridge United    | vs | Cheltenham Town  | Abbey Stadium                | Cancelado | Cancelado |
| Colchester United   | vs | Scuthorpe United | Colchester Community Stadium | Cancelado | Cancelado |
| Bradford City       | vs | Leyton Orient    | Coral Windows Stadium        | Cancelado | Cancelado |
| Exeter City         | vs | Salford City     | St James Park                | Cancelado | Cancelado |
| Grimsby Town        | vs | Carlisle United  | Blundell Park                | Cancelado | Cancelado |
| Macclesfield Town   | vs | Walsall          | Moss Rose                    | Cancelado | Cancelado |
| Mansfield Town      | vs | Crewe Alexandra  | One Call Stadium             | Cancelado | Cancelado |
| Morecambe           | vs | Plymouth Argyle  | Globe Arena                  | Cancelado | Cancelado |
| Oldham Athletic     | vs | Swindon Town     | SportsDirect.com Park        | Cancelado | Cancelado |
| Port Vale           | vs | Crawley Town     | Vale Park                    | Cancelado | Cancelado |
| Forest Green Rovers | vs | Northampton Town | The New Lawn                 | Cancelado | Cancelado |

| Colchester United   | vs | Crewe Alexandra   | Colchester Community Stadium | Cancelado | Cancelado |
| Crawley Town        | vs | Newport County    | Checkatrade.com Stadium      | Cancelado | Cancelado |
| Exeter City         | vs | Scunthorpe United | St James Park                | Cancelado | Cancelado |
| Forest Green Rovers | vs | Morecambe         | The New Lawn                 | Cancelado | Cancelado |
| Grimsby Town        | vs | Cambridge United  | Blundell Park                | Cancelado | Cancelado |
| Leyton Orient       | vs | Plymouth Argyle   | Brisbane Road                | Cancelado | Cancelado |
| Macclesfield Town   | vs | Cheltenham United | Moss Rose                    | Cancelado | Cancelado |
| Northampton Town    | vs | Carlisle United   | Sixfields Stadium            | Cancelado | Cancelado |
| Port Vale           | vs | Bradford City     | Vale Park                    | Cancelado | Cancelado |
| Salford City        | vs | Mansfield Town    | Peninsula Stadium            | Cancelado | Cancelado |
| Stevenage           | vs | Swindon Town      | Lamex Stadium                | Cancelado | Cancelado |
| Walsall             | vs | Oldham Athletic   | Banks's Stadium              | Cancelado | Cancelado |

| Bradford City     | vs | Macclesfield Town   | Coral Windows Stadium | Cancelado | Cancelado |
| Cambridge United  | vs | Northampton Town    | Abbey Stadium         | Cancelado | Cancelado |
| Carlisle United   | vs | Leyton Orient       | Brunton Park          | Cancelado | Cancelado |
| Cheltenham Town   | vs | Grimsby Town        | LCI Rail Stadium      | Cancelado | Cancelado |
| Crewe Alexandra   | vs | Forest Green Rovers | Gresty Road           | Cancelado | Cancelado |
| Mansfield Town    | vs | Walsall             | One Call Stadium      | Cancelado | Cancelado |
| Morecambe         | vs | Stevenage           | Globe Arena           | Cancelado | Cancelado |
| Newport County    | vs | Colchester United   | Rodney Parade         | Cancelado | Cancelado |
| Oldham Athletic   | vs | Port Vale           | SportsDirect.com Park | Cancelado | Cancelado |
| Plymouth Argyle   | vs | Exeter City         | Home Park             | Cancelado | Cancelado |
| Scunthorpe United | vs | Salford City        | Glanford Park         | Cancelado | Cancelado |
| Swindon Town      | vs | Crawley Town        | County Ground         | Cancelado | Cancelado |

| Walsall             | vs | Swindon Town      | Banks's Stadium              | Cancelado | Cancelado |
| Crawley Town        | vs | Cambridge United  | Checkatrade.com Stadium      | Cancelado | Cancelado |
| Leyton Orient       | vs | Morecambe         | Brisbane Road                | Cancelado | Cancelado |
| Forest Green Rovers | vs | Cheltenham Town   | The New Lawn                 | Cancelado | Cancelado |
| Grimsby Town        | vs | Plymouth Argyle   | Blundell Park                | Cancelado | Cancelado |
| Colchester United   | vs | Mansfield Town    | Colchester Community Stadium | Cancelado | Cancelado |
| Macclesfield Town   | vs | Carlisle United   | Moss Rose                    | Cancelado | Cancelado |
| Northampton Town    | vs | Oldham Athletic   | Sixfields Stadium            | Cancelado | Cancelado |
| Port Vale           | vs | Crewe Alexandra   | Vale Park                    | Cancelado | Cancelado |
| Salford City        | vs | Newport County    | Peninsula Stadium            | Cancelado | Cancelado |
| Stevenage           | vs | Scunthorpe United | Lamex Stadium                | Cancelado | Cancelado |
| Exeter City         | vs | Bradford City     | St James Park                | Cancelado | Cancelado |

| Swindon Town      | vs | Salford City        | County Ground         | Cancelado | Cancelado |
| Cambridge United  | vs | Walsall             | Abbey Stadium         | Cancelado | Cancelado |
| Scunthorpe United | vs | Leyton Orient       | Glanford Park         | Cancelado | Cancelado |
| Cheltenham Town   | vs | Exeter City         | LCI Rail Stadium      | Cancelado | Cancelado |
| Crewe Alexandra   | vs | Northampton Town    | Gresty Road           | Cancelado | Cancelado |
| Mansfield Town    | vs | Macclesfield Town   | One Call Stadium      | Cancelado | Cancelado |
| Morecambe         | vs | Crawley Town        | Globe Arena           | Cancelado | Cancelado |
| Newport County    | vs | Grimsby Town        | Rodney Parade         | Cancelado | Cancelado |
| Oldham Athletic   | vs | Stevenage           | SportsDirect.com Park | Cancelado | Cancelado |
| Plymouth Argyle   | vs | Forest Green Rovers | Home Park             | Cancelado | Cancelado |
| Carlisle United   | vs | Port Vale           | Brunton Park          | Cancelado | Cancelado |
| Bradford City     | vs | Colchester United   | Coral Windows Stadium | Cancelado | Cancelado |

| Crawley Town        | vs | Leyton Orient     | Checkatrade.com Stadium | Cancelado | Cancelado |
| Crewe Alexandra     | vs | Newport County    | Gresty Road             | Cancelado | Cancelado |
| Exeter City         | vs | Morecambe         | St James Park           | Cancelado | Cancelado |
| Forest Green Rovers | vs | Bradford City     | The New Lawn            | Cancelado | Cancelado |
| Northampton Town    | vs | Colchester United | Sixfields Stadium       | Cancelado | Cancelado |
| Oldham Athletic     | vs | Cambridge United  | SportsDirect.com Park   | Cancelado | Cancelado |
| Port Vale           | vs | Grimsby Town      | Vale Park               | Cancelado | Cancelado |
| Salford City        | vs | Carlisle United   | Peninsula Stadium       | Cancelado | Cancelado |
| Scunthorpe United   | vs | Macclesfield Town | Glanford Park           | Cancelado | Cancelado |
| Stevenage           | vs | Mansfield Town    | Lamex Stadium           | Cancelado | Cancelado |
| Swindon Town        | vs | Cheltenham United | County Ground           | Cancelado | Cancelado |
| Walsall             | vs | Plymouth Argyle   | Banks's Stadium         | Cancelado | Cancelado |

| Bradford City     | vs | Crewe Alexandra     | Coral Windows Stadium        | Cancelado | Cancelado |
| Cambridge United  | vs | Port Vale           | Abbey Stadium                | Cancelado | Cancelado |
| Carlisle United   | vs | Scunthorpe United   | Brunton Park                 | Cancelado | Cancelado |
| Cheltenham Town   | vs | Crawley Town        | LCI Rail Stadium             | Cancelado | Cancelado |
| Colchester United | vs | Oldham Athletic     | Colchester Community Stadium | Cancelado | Cancelado |
| Grimsby Town      | vs | Walsall             | Blundell Park                | Cancelado | Cancelado |
| Leyton Orient     | vs | Salford City        | Brisbane Road                | Cancelado | Cancelado |
| Macclesfield Town | vs | Stevenage           | Moss Rose                    | Cancelado | Cancelado |
| Mansfield Town    | vs | Exeter City         | One Call Stadium             | Cancelado | Cancelado |
| Morecambe         | vs | Swindon Town        | Globe Arena                  | Cancelado | Cancelado |
| Newport County    | vs | Forest Green Rovers | Rodney Parade                | Cancelado | Cancelado |
| Plymouth Argyle   | vs | Northampton Town    | Home Park                    | Cancelado | Cancelado |

| Swindon Town        | vs | Leyton Orient     | County Ground           | Cancelado | Cancelado |
| Crewe Alexandra     | vs | Grimsby Town      | Gresty Road             | Cancelado | Cancelado |
| Exeter City         | vs | Carlisle United   | St James Park           | Cancelado | Cancelado |
| Forest Green Rovers | vs | Cambridge United  | The New Lawn            | Cancelado | Cancelado |
| Northampton Town    | vs | Bradford City     | Sixfields Stadium       | Cancelado | Cancelado |
| Oldham Athletic     | vs | Plymouth Argyle   | SportsDirect.com Park   | Cancelado | Cancelado |
| Port Vale           | vs | Newport County    | Vale Park               | Cancelado | Cancelado |
| Salford City        | vs | Morecambe         | Peninsula Stadium       | Cancelado | Cancelado |
| Scunthorpe United   | vs | Mansfield Town    | Glanford Park           | Cancelado | Cancelado |
| Stevenage           | vs | Cheltenham Town   | Lamex Stadium           | Cancelado | Cancelado |
| Crawley Town        | vs | Macclesfield Town | Checkatrade.com Stadium | Cancelado | Cancelado |
| Walsall             | vs | Colchester United | Banks's Stadium         | Cancelado | Cancelado |

| Plymouth Argyle   | vs | Port Vale           | Home Park                    | Cancelado | Cancelado |
| Cambridge United  | vs | Crewe Alexandra     | Abbey Stadium                | Cancelado | Cancelado |
| Carlisle United   | vs | Stevenage           | Brunton Park                 | Cancelado | Cancelado |
| Cheltenham Town   | vs | Salford City        | LCI Rail Stadium             | Cancelado | Cancelado |
| Colchester United | vs | Forest Green Rovers | Colchester Community Stadium | Cancelado | Cancelado |
| Bradford City     | vs | Walsall             | Coral Windows Stadium        | Cancelado | Cancelado |
| Leyton Orient     | vs | Exeter City         | Brisbane Road                | Cancelado | Cancelado |
| Macclesfield Town | vs | Swindon Town        | Moss Rose                    | Cancelado | Cancelado |
| Mansfield Town    | vs | Crawley Town        | One Call Stadium             | Cancelado | Cancelado |
| Morecambe         | vs | Scunthorpe United   | Globe Arena                  | Cancelado | Cancelado |
| Newport County    | vs | Northampton Town    | Rodney Parade                | Cancelado | Cancelado |
| Grimsby Town      | vs | Oldham Athletic     | Blundell Park                | Cancelado | Cancelado |

## Play-offs
- Los horarios corresponden al huso horario de Inglaterra (UTC+1).

|  | Semifinales                                            | Semifinales                                            | Semifinales                                            | Semifinales                                            |   |   | Final               | Final               | Final               |  |
|  | 18 de junio de 2020 (ida) 22 de junio de 2020 (vuelta) | 18 de junio de 2020 (ida) 22 de junio de 2020 (vuelta) | 18 de junio de 2020 (ida) 22 de junio de 2020 (vuelta) | 18 de junio de 2020 (ida) 22 de junio de 2020 (vuelta) |   |   | 29 de junio de 2020 | 29 de junio de 2020 | 29 de junio de 2020 |  |
|  |                                                        |                                                        |                                                        |                                                        |   |   |                     |                     |                     |  |
|  |                                                        |                                                        |                                                        |                                                        |   |   |                     |                     |                     |  |
|  | 4                                                      | Cheltenham Town                                        | 2                                                      | 0                                                      |   |   |                     |                     |                     |  |
|  | 4                                                      | Cheltenham Town                                        | 2                                                      | 0                                                      |   |   |                     |                     |                     |  |
|  | 7                                                      | Northampton Town                                       | 0                                                      | 3                                                      |   |   |                     |                     |                     |  |
|  | 7                                                      | Northampton Town                                       | 0                                                      | 3                                                      |   | 7 | Northampton Town    | 4                   |                     |  |
|  |                                                        |                                                        |                                                        |                                                        |   | 7 | Northampton Town    | 4                   |                     |  |
|  |                                                        |                                                        | 5                                                      | Exeter City                                            | 0 |   |                     |                     |                     |  |
|  | 5                                                      | Exeter City (t. s.)                                    | 5                                                      | Exeter City                                            | 0 | 0 | 3                   |                     |                     |  |
|  | 5                                                      | Exeter City (t. s.)                                    |                                                        |                                                        |   | 0 | 3                   |                     |                     |  |
|  | 6                                                      | Colchester United                                      | 1                                                      | 1                                                      |   |   |                     |                     |                     |  |
|  | 6                                                      | Colchester United                                      | 1                                                      | 1                                                      |   |   |                     |                     |                     |  |
|  |                                                        |                                                        |                                                        |                                                        |   |   |                     |                     |                     |  |

### Semifinales
| 18 de junio de 2020 19:45 | Northampton Town | 0:2 (0:1) | Cheltenham Town         | Sixfields Stadium, Northampton                      |                                                     |
|                           |                  |           | Raglan 27' · Thomas 86' | Asistencia: 0 espectadores Árbitro(s): Marc Edwards | Asistencia: 0 espectadores Árbitro(s): Marc Edwards |

| 22 de junio de 2020 20:00 | Cheltenham Town | 0:3 (0:1) | Northampton Town           | LCI Rail Stadium, Cheltenham                         |                                                      |
|                           |                 |           | Oliver 9' · Morton 57' 77' | Asistencia: 0 espectadores Árbitro(s): Leigh Doughty | Asistencia: 0 espectadores Árbitro(s): Leigh Doughty |

| 18 de junio de 2020 17:15 | Colchester United | 1:0 (0:0) | Exeter City | Colchester Community Stadium, Colchester            |                                                     |
|                           | Bramall 80'       |           |             | Asistencia: 0 espectadores Árbitro(s): Joshua Smith | Asistencia: 0 espectadores Árbitro(s): Joshua Smith |

| 22 de junio de 2020 17:15 | Exeter City                                | 3:1 (2:1, 1:0) (t. s.) | Colchester United | St. James Park, Exeter                                    |                                                           |
|                           | Martin 10' · Richardison 57' · Bowman 110' |                        | Senior 79'        | Asistencia: 0 espectadores Árbitro(s): Charles Breakspear | Asistencia: 0 espectadores Árbitro(s): Charles Breakspear |

### Final
| 29 de junio de 2020 19:30                                                | Exeter City | 0:4 (0:4) | Northampton Town                                     | Estadio de Wembley, Londres                              |                                                          |
|                                                                          |             |           | Watson 11' · Morton 31' · Hoskins 80' · Williams 89' | Asistencia: 0 espectadores Árbitro(s): Michael Salisbury | Asistencia: 0 espectadores Árbitro(s): Michael Salisbury |
| Northampton Town ascendió a la EFL League One de la siguiente temporada. |             |           |                                                      |                                                          |                                                          |